# MEIKO
MEIKO(めいこ, 메이코)는 크립톤 퓨처 미디어가 2004년 11월 5일 발매한, 야마하의 보컬 음성 합성 엔진 VOCALOID를 채용한 소프트웨어 및 소프트웨어의 이미지 캐릭터이다.

## 개요
크립톤 퓨처 미디어가 판매하고 있는 보컬 음원의 하나로, 야마하의 음성 합성 엔진 보컬로이드를 사용한 최초 일본어 보컬로이드이다. 싱어 송 라이터 하이고 메이코(일본어: 拝郷メイコ 하이고 메이코[*])의 음성을 데이터베이스화, 음계와 가사를 입력하는 것으로 보컬 파트나 백 코러스를 작성할 수 있다. MEIKO 라는 이름도 원본이 된 하이고 메이코의 이름에서 따왔다.
크립톤의 MEIKO 제품 상세 페이지에는 “솔직하고 안정된 소리질로, 팝스, 락, 재즈, R&B, 동요에 이르기까지, 모든 장르를 실현 가능” 이라고 소개되어 있다.
MEIKO의 패키지 일러스트에는 마이크를 잡는 애니메이션 풍 여자가 그려져 있다. 패키지 일러스트를 그린 사람은 전문 만화가도 일러스트레이터도 아닌 크립톤사 직원이다.
MEIKO V3의 일러스트는 KAITO V3와 하츠네 미쿠 V3의 일러스트를 담당한 iXima가 담당하고 있다.
최근, VOCALOID3에 대응하는 MEIKO V3가 2014년 2월 4일 출시되었다.

## 반응

### 발매 당시
초기 제품이라서 부자연스러움이 많은 MEIKO의 노랫소리에 대한 업계의 반응은 좋지 않았지만, 특별히 설비도 인력도 필요로 하지 않고 컴퓨터에서 가수를 창조할 수 있다는 장점에 아마추어 DTM 매니아들의 관심을 끌어 첫 해에 무려 3000개나 팔렸다.

### 2007년 이후
2007년 중반 MEIKO의 매출이 증가하게 된다. 니코니코 동화란 대규모 동영상 공유 사이트에 MEIKO로 만들어진 노래들이 동영상으로 투고되어 큰 인기를 얻고 있었다. 특히 같은 해 8월 31일, MEIKO와 같은 크립톤 퓨처 미디어 사에서 VOCALOID2를 채용한 캐릭터 보컬 시리즈의 제1탄 하츠네 미쿠가 발매되고, 하츠네 미쿠가 사용된 작품들이 니코니코 동화에 무수히 투고되면서 그것을 계기로 MEIKO와 KAITO도 큰 인기를 얻게 되었다.
원래 MEIKO는 음악 소프트웨어였을 뿐 캐릭터 성을 지닌 소프트웨어는 아니였으나, 하츠네 미쿠가 캐릭터 성으로 인기를 얻자, MEIKO도 “하츠네 미쿠의 관련 캐릭터”로 취급받게 되었다.
또한 같은 해 9월 니코니코 동화에 투고된 원컵P의 동영상으로 MEIKO는 “애주가”라는 동인 설정이 생기게 되었다. 2011년 발매된 MEIKO의 넨드로이드에는 술병, 유리잔 등의 소품이 포함되어 있다.

## 미디어 믹스

### 주요 음악 CD
수록 곡 아티스트 이름에 MEIKO의 이름이 명기되어 있는 음악 CD.
| 타이틀                                           | 아티스트                       | 라벨               | 발매일           |
| 옴니버스                                         | 2009년 6월 17일                |                    |                  |
| 옴니버스                                         | EXIT TUNES                     | 2010년 5월 19일    |                  |
| 옴니버스                                         | 소니 뮤직 다이렉트             | 2010년 7월 28일    |                  |
| 옴니버스                                         | EXIT TUNES                     | 2010년 9월 15일    |                  |
| ------------------------------------------------ | ------------------------------ | ------------------ | ---------------- |
| Cinnamon Philosophy                              | feat.하츠네 미쿠               | 5pb.Records        | 2010년 10월 27일 |
| feat.카가미네 린, 카가미네 렌                    | EXIT TUNES                     | 2010년 12월 22일   |                  |
| 옴니버스                                         | EXIT TUNES                     | 2011년 1월 19일    |                  |
| VOCALO LOVERS                                    | 옴니버스                       |                    | 2011년 3월 2일   |
| ちーむMOER feat.하츠네 미쿠&카가미네 린          | MOER                           | 2011년 3월 9일     |                  |
| 옴니버스                                         | EXIT TUNES                     | 2011년 7월 6일     |                  |
| 옴니버스                                         |                                | 2011년 9월 14일    |                  |
| 옴니버스                                         | EXIT TUNES                     | 2011년 10월 19일   |                  |
| 옴니버스                                         | 소니 뮤직 다이렉트             | 2011년 11월 9일    |                  |
| 옴니버스                                         | EXIT TUNES                     | 2012년 1월 18일    |                  |
| OSTER씨의 베스트                                 | OSTER project feat.하츠네 미쿠 |                    | 2012년 1월 18일  |
| 花楽里漫葉集                                     | 옴니버스                       | HPQ                | 2012년 4월 25일  |
| V love 25〜cantabile〜                           | 옴니버스                       | BinaryMixx Records | 2012년 6월 13일  |
| V love 25〜Desire〜                              | 옴니버스                       | BinaryMixx Records | 2012년 9월 19일  |
| V Love 25 〜Exclamation〜                        | 옴니버스                       | BinaryMixx Records | 2013년 1월 9일   |
| 옴니버스                                         | EXIT TUNES                     | 2013년 2월 20일    |                  |
| 하츠네 미쿠 -Project DIVA- F Complete Collection | 옴니버스                       | 소니 뮤직 다이렉트 | 2013년 3월 6일   |

### KarenT에 의한 전달
다음은 크립톤 퓨처 미디어의 라벨 "KarenT"으로부터, iTunes Store, AmazonMP3, mora 등에서 판매되고있는, MEIKO을 이용한 악곡이 수록되어 있는 앨범이다.
| 타이틀                                                       | 아티스트              | 릴리스 된 날짜   |
| ------------------------------------------------------------ | --------------------- | ---------------- |
| 춘고초(春告草)                                               | 稲敷常州              | 2009년 5월 22일  |
| 망각심중(忘却心中)                                           | OPA                   | 2009년 5월 22일  |
| 15 a.m                                                       | 고젠                  | 2009년 5월 22일  |
| Various Feelings "shu-t's Works"                             | shu-t                 | 2009년 5월 29일  |
| Evils Theater                                                |                       | 2009년 6월 17일  |
| Lovely Diva                                                  | MineK                 | 2009년 7월 22일  |
| 쥐꼬리(スズメノナミダ)                                       | 虹原ぺぺろん          | 2009년 11월 5일  |
| Feel so easily                                               | MineK                 | 2009년 11월 5일  |
| Electric Intoxication                                        | BingoBongoP           | 2009년 11월 5일  |
| Hello,Beautiful Days                                         | 고젠                  | 2009년 11월 5일  |
| 여름의 미로                                                  | 오레지나루P           | 2009년 11월 5일  |
| 空切りシザーズ ～ Dear★Super☆Star                            | OPA                   | 2009년 11월 5일  |
| 하쓰유키◇리마인드(はつゆき◇リマインド)                       | negoto a.k.a. ドッP   | 2009년 11월 5일  |
| 糸竹                                                         | 稲敷常州              | 2009년 11월 5일  |
| 삐에로 플레이                                                | No.D                  | 2009년 11월 5일  |
| in the BOX                                                   | shu-t                 | 2009년 11월 5일  |
| AIMS                                                         | shu-t                 | 2010년 5월 4일   |
| 고갯 마을과 비                                               | 稲敷常州              | 2010년 6월 9일   |
| Dancing Love                                                 | MineK                 | 2010년 7월 31일  |
| 당신의 위치 -Important Place-                                | shu-t                 | 2010년 8월 31일  |
| 말의 공주(言の葉の姫)                                        | 稲敷常州              | 2010년 11월 5일  |
| Fragments                                                    | shu-t                 | 2010년 11월 5일  |
| 잔광(残光)                                                   | 고젠                  | 2010년 11월 5일  |
| 철의 꽃                                                      | Maharo                | 2010년 11월 5일  |
| Spirit and Love                                              | MineK                 | 2010년 11월 5일  |
| Snow by snow                                                 | 0-9                   | 2010년 11월 5일  |
| E.O.S.                                                       | shu-t                 | 2011년 3월 18일  |
| 壊セ壊セ                                                     | E.L.V.N               | 2011년 5월 18일  |
| Lovely Diva                                                  | MineK                 | 2011년 6월 1일   |
| Make up Love                                                 | MineK                 | 2011년 6월 1일   |
| FILL e TUA                                                   | hinayukki@시코토시테P | 2011년 6월 22일  |
| EVILS COURT                                                  | mothy                 | 2011년 9월 2일   |
| 먼 불꽃 놀이(遠い花火)                                       | 稲敷常州              | 2011년 11월 4일  |
| Passing Season                                               | shu-t                 | 2011년 11월 4일  |
| ARTEMIS                                                      | 미지삔P               | 2011년 11월 4일  |
| Script Imager                                                | MineK                 | 2011년 11월 4일  |
| 百代連理                                                     | Maharo                | 2011년 11월 4일  |
| 아름다운 대사(美しき代謝)                                    | 0-9                   | 2011년 11월 4일  |
| Winter notes                                                 | 미지삔P               | 2012년 1월 19일  |
| Too much Love                                                | MineK                 | 2012년 3월 28일  |
| Stay with me                                                 | shu-t                 | 2012년 10월 3일  |
| 기톤테〜루☆ -코네코노키모치-(きとんて〜る☆ -コネコノキモチ-) | 나나메조P             | 2012년 10월 5일  |
| ドリィムメルティックハロウィン                               | マチゲリータ          | 2012년 10월 31일 |
| 比賽                                                         | 稲敷常州              | 2012년 11월 5일  |
| WISH                                                         | shu-t                 | 2012년 11월 5일  |
| Sing Your Song!                                              | ゴゼン                | 2012년 11월 5일  |
| Real Love Part2                                              | MineK                 | 2012년 11월 5일  |
| 약속의 문(約束の扉)                                          | hinayukki@시코토시테P | 2012년 11월 5일  |
| 월하의 회랑                                                  | 미지삔P               | 2012년 11월 5일  |
| 생명의 찬가                                                  | OPA                   | 2012년 11월 5일  |
| 장미빛의 새벽                                                | OPA                   | 2012년 11월 5일  |

### 만화·도서
하츄네 미쿠의 일상 로이빠라! (작: KEI, 출판: 자이브)
《월간 콤프 에이스》 2008년 2월호부터 연재 중의 디폴메 캐릭터의 하츄네 미쿠를 주인공으로 한 4컷 만화. MEIKO를 모델로 한 메이코(メィコ)라는 캐릭터가 등장.
하츠네 미쿠 MIXING BOX (코단샤)
2008년 9월 25일 발매. 피아프로에서 공모된 곡이나 일러스트를 수록한 DVD, 팬북, 피겨가 수록되어 있다. MEIKO를 이용한 작품도 수록되어 있다.
〈악의 딸〉노벨 시리즈 (작: 악의P(mothy), 출판: PHP 연구소)
악의P(mothy)가 카가미네 린·렌을 이용하여 발표 한〈악의 딸〉을 시작으로 하는 악곡의 소설화. 2010년 8월부터 2012년 3월까지 총 4권이 출간되었다. MEIKO를 모델로 한 캐릭터 “제르메인 아바도니아(ジェルメイヌ=アヴァドニア)”가 등장.
악의 하인 (만화: 네코야마 미야오, 작: mothy_ 악의P, 출판: 자이브)
악의P(mothy)가 카가미네 린·렌을 이용하여 발표한 곡의 만화화. VOCALOID를 모델로 한 캐릭터가 등장한다. 《월간 코믹 러쉬》2010년 11월호부터 연재.
주간 처음 하츠네 미쿠 (작: 하야시 겐타로, 출판: 슈우에 이샤)
《주간 영 점프》2010년 40호부터 연재 개그 4컷 만화에서 MEIKO도 등장한다.
꼬마 미쿠씨(작: 미나미, 출판: 마이크로 매거진 사)
하츠네 미쿠을 데포 “꼬마 미쿠”를 주인공으로하는 4컷 만화. 연재는 WEB상에서 행해져 2011년 9월 코믹 제1권이 발매되었다. MEIKO도 등장.
벚꽃의 비 (원작·원안: halyosy, 저자: 후지타 료, 스튜디오 하드 디럭스 (1권), 아마미야 히토미 (2권·스핀오프), 출판: PHP 연구소)
halyosy(모리 하루요시)가 하츠네 미쿠를 이용해 발표 한 곡〈벚꽃의 비〉의 소설화. MEIKO을 모델로 한 캐릭터 “메이코(芽依子)”가 등장한다. 2012년 3월에 발매.
죄수와 종이 비행기 (작: 네코구치 네무리@슈진P, 출판: PHP 연구소)
네코구치 네무리@슈진P가 카가미네 린·렌을 이용하여 발표한 곡〈포로〉와 〈종이 비행기〉의 소설화. MEIKO를 모델로 한 캐릭터 “메이카 화로우스(メイカ・ファロウス)”가 등장. 2012년 5월 발매.
비밀경찰 (원작: 브리루, 저자: 이시자와 카쓰 요시미, 출판: PHP 연구소)
브리루가 하츠네 미쿠를 이용해 발표한 곡〈비밀경찰〉을 바탕으로 한 소설. MEIKO를 모델로 한 캐릭터 “메이코(メイコ)”가 등장. 2012년 11월 발매.
악의 대죄 베노마니아 공의 광기 (작: 악의P(mothy), 출판: PHP 연구소)
악의P(mothy)가 Gackpoid를 이용하여 발표한 곡〈베노마니아 공의 광기〉를 바탕으로 한 소설. MEIKO를 모델로 한 캐릭터 “메이리스 벨제니아(メイリス＝ベルゼニア)”가 등장. 2012년 12월 발매.
악의 대죄 악식녀 콘치타 (작: 악의P (mothy), 출판: PHP 연구소)
악의P (mothy)이 MEIKO와 카가미네 린·렌 등을 이용해 발표한 곡〈악식녀 콘치타〉를 배경으로 한 소설. MEIKO를 모델로 한 캐릭터 “바니카 콘치타(バニカ=コンチータ)”가 등장. 2013년 9월 발매.
도쿄 전뇌 탐정단 (원작: PolyphonicBranch, 저자: 이시자와 카쓰 요시미, 일러스트: MONO, 출판: PHP 연구소)
하츠네 미쿠를 이용해 발표한 곡 〈도쿄 전뇌 탐정단〉을 바탕으로 한 소설. MEIKO를 모델로 한 캐릭터가 등장한다. 2013년 10월 발매.

### 게임
팡야 (게임 포트)
2009년 6월 25일부터 7월 9일까지 MEIKO의 의상과 MEIKO를 바탕으로 만들어진 파생 캐릭터 사키네 메이코의 의상이 판매되었다.
하츠네 미쿠 -Project DIVA- (세가)
하츠네 미쿠를 주역으로 하는 플레이스테이션 포터블용 게임 소프트웨어이다. 2009년 7월 2일 발매된 제1탄에서는 MEIKO와 사키네 메이코가 등장하며, 2010년 7월 29일 발매된 《하츠네 미쿠 -Project DIVA- 2nd》에서는 MEIKO를 이용한 악곡도 수록되어 있다.
라테일 (게임 포트)
2009년 12월 넨드로이드 푸치 MEIKO·KAITO가 구현됨.
하츠네 미쿠 보카로×라이브! (크립톤)
VOCALOID 캐릭터를 프로듀서로 육성하는 휴대폰의 육성형 시뮬레이션 게임.
TinierMe, 앳 게임즈 (지 크레스트)
영어판 TinierMe에서는 2010년 7월 20일부터, 일본어판 앳 게임에서는 8월 3일부터 기간 한정으로 MEIKO의 아이템을 판매.
하츠네 미쿠 and Future Stars Project mirai (세가)
2012년 3월 8일 3DS 전용 소프트 《하츠네 미쿠 and Future Stars Project mirai》가 발매되었으며, 2013년 11월 28일에《하츠네 미쿠 Project mirai 2》가 발매, 2015년 5월 28일 《하츠네 미쿠 Project mirai 디럭스》가 한국과 일본에 동시 발매되었다. 북미판은 2015년 9월 9일, 유럽판은 2015년 9월 11일에 발매예정. MEIKO도 등장.

### 상품
넨드로이드 푸치 보컬로이드 #01 (굿 스마일 컴퍼니)
2009년 11월 발매. 데포 피규어 시리즈 상품으로, MEIKO와 사키네 메이코의 피겨도 라인 업 되었다.
넨드로이드 플러스 봉제 인형 시리즈 06 〈MEIKO〉(제조·발매: Gift 판매: 굿 스마일 컴퍼니)
2010년 1월 발매.
넨드로이드 MEIKO (굿 스마일 컴퍼니)
2011년 12월 발매. 데포 피규어, 원컵이나 술의 파트가 불어있다.

## 음원

### MEIKO
VOCALOID1 제품들은 자신있는 템포나 음역, 장르 등이 정해지지 않았다. 어떤 장르던 상관없이 노래할 수 있다는 장점을 가지고 있다.

### MEIKO V3
| 데이터베이스 | 특징                                                      | 자신있는 장르                   | 자신있는 템포 | 자신있는 음역 |
| ------------ | --------------------------------------------------------- | ------------------------------- | ------------- | ------------- |
| POWER        | 강력하고 느긋한. 조각이 있는 상쾌한 파워 보컬             | 락/메탈, 얼터너티브, 댄스       | 65~180BPM     | B2~F4         |
| STRAIGHT     | 목소리에 이성과 야무지고 힘찬 본격적인 여성 싱어의 목소리 | 록, 팝, 포크, 민족 조           | 70~160BPM     | A2~E4         |
| DARK         | 깊은 애수와 비애, 어른의 매력 넘치는 목소리               | 재즈, 발라드, 민족 조           | 60~165BPM     | G2~C4         |
| WHISPER      | 덧없고도 존재감 넘치는 숨결, 여성 위스퍼 보이스           | 발라드, 포스트 록, 일렉트로니카 | 65~150BPM     | A2~C4         |
| ENGLISH      | 의욕이 있어, 심이 다닌 영어 노랫소리                      | 록, 팝, 재즈                    | 100~130BPM    | B2~B3         |

### 데모송
- MEIKO

1. CRV1_01_theme
2. CRV1_02_furusato
3. CRV1_03_The_Gion
4. CRV1_04_demo_by_Manabu_Tsuchiya

- MEIKO V3

1. A Certain Night (ゴゼンP/STRAIGHT, POWER)
2. 逆襲のMEIKO (BingoBongo P/POWER)
3. Love Addiction (function/WHISPER)
4. My Goodbye (MJQ/ENGLISH)
5. Color (パレットP/STRAIGHT)
6. 千秋一夜 (奈都魅/POWER)
7. CRUSH DOWN (L.A.M.B/DARK)
8. Witness (EmpathP/ENGLISH & Chorus : KAITO V3 ENGLISH)
9. ソラノカナタ (みじぴんP/STRAIGHT)
10. ピエロプレイ (No.D/STRAIGHT)
11. クリスティーネの写真 (たけ/WHISPER, DARK)
12. Drown (MJQ/ENGLISH)
13. Guilty Rose (OSTER Project/STRAIGHT)
14. chuchuchu (MineK/STRAIGHT)
15. Rafflesia (愛鍵 祥/POWER)
16. 花に変わる (ふなむし/POWER)

## 같이 보기
- 음성 합성
- 보컬로이드
- 크립톤 퓨처 미디어
  - KAITO
  - 하츠네 미쿠
  - 카가미네 린·렌
  - 메구리네 루카

### 참고
1. ↑  ユーザーからは「大人の女性」として見られる向きもある（『初音ミクMIXING BOX』33頁）。